# ISOイメージ
ISOイメージは、国際標準化機構 (ISO) の定義した形式の光ディスク用アーカイブファイル（ディスクイメージ）。このフォーマットは多くのソフトウェアベンダーがサポートしている。ISOイメージファイルの拡張子は .iso とされることが多い。ISO と呼ばれるのは、CD-ROM媒体で使われる ISO 9660 ファイルシステム に由来するが、ISO 9660 を拡張し互換性を保持しているUDFファイルシステムもISOイメージに格納できる。

## フォーマット
他のアーカイブと同様、ISOイメージにはアーカイブ対象のCD・DVD・BD上（あるいは他の任意のディスクフォーマット）の全ファイルのデータが含まれる。それらは圧縮されていない。ファイルの内容だけでなく、ファイルシステムの持つ全てのメタデータとして、ブートコード、構造、属性なども含んでいる。
このような特徴から、ソフトウェアを物理媒体で配布する代わりに単にインターネットやLAN経由でソフトウェアを転送する際のフォーマットとして使われるようになった。
ISOイメージの最も重要な特徴は、ライティングソフトウェアを使ってCD・DVD・BDに容易に書き込むことができる点である。7-ZipやWinRARといったアーカイバでも対応している。ISOイメージでCD・DVD・BDに書き込むことは、最近のパーソナルコンピュータのOSでは基本的機能の1つとなっている。
ハイブリッドフォーマットでは、異なる機器、異なるオペレーティングシステム、異なるハードウェアで読み込むことができる。例えば、かつてはWindowsとMacintoshを1つのイメージで同時にサポートするといった例が見られた。最近では、ハイブリッドISOイメージ形式でリリースし、それを格納したデバイス（CD・DVD・BD・USBメモリなど）に応じて適切にブートできるようにした例がある。

## ISOイメージ対応ソフトウェアの例
ISOイメージ専用
- WinISO
- UltraISO
- Free DVD ISO Maker
- K3b
- ISO Workshop

汎用ディスクオーサリング
- CDBurnerXP
- ImgBurn
- InfraRecorder
- MovieWriter
- Nero Burning ROM
- Roxio Creator

ISOイメージの読み取りのみ可能なソフトウェア
- WinZip
- WinRAR - Blu-ray DiscのISOイメージを読み取れないことがある。
- 7-zip
- Astrotite
- Explzh
- VLCメディアプレーヤー
- ALZip（英語版）
- Mac Blu-ray Player